# Andrea Geubelle
Andrea Geubelle (* 26. Juni 1991 in Lakewood) ist eine US-amerikanische Dreispringerin.

## Sportliche Laufbahn
Erste internationale Erfahrungen sammelte Andrea Geubelle bei den Juniorenweltmeisterschaften 2010 in Moncton, bei denen sie mit 5,71 m in der Weitsprungqualifikation ausschied und im Dreisprung mit 12,87 m den neunten Platz belegte. 2012 siegte sie mit 13,14 m bei den U23-NACAC-Meisterschaften in Irapuato und 2016 schied sie bei den Olympischen Spielen mit 13,93 m in der Qualifikation aus.
2013 wurde Geubelle US-amerikanische Meisterin im Dreisprung.

## Persönliche Bestleistungen
- Weitsprung: 6,59 m (+2,0 m/s), 23. Mai 2015 in Chula Vista
  - Weitsprung (Halle): 6,69 m, 1. Februar 2013 in New York City
- Dreisprung: 14,15 m (+0,1 m/s), 18. Juni 2016 in Chula Vista
  - Dreisprung (Halle): 14,18 m, 9. März 2013 in Fayetteville